# Petru Maior
Petru Maior [petru major] (ur. ok. 1756 r. w Târgu Mureș w Siedmiogrodzie – zm. 14 lutego 1821 w Budzie na Węgrzech) – rumuński greckokatolicki duchowny, teolog, historyk, filolog oraz ideolog narodowy; jeden z głównych przedstawicieli rumuńskiego odrodzenia narodowego i tzw. szkoły siedmiogrodzkiej.

## Życiorys
Petru Maior wychował się w środowisku siedmiogrodzkiej rumuńskiej inteligencji. Wykształcenie zdobył na greckokatolickim seminarium duchownym w Blażu (1769–1774). Studiował także teologię na uczelni Propaganda Fide w Rzymie (1774–1779) oraz prawo w Wiedniu (1779–1780). Po powrocie z zagranicy wykładał w Blażu logikę i metafizykę, był również księdzem w Reginie Saskim (dziś Reghin). W latach 1784–1809 pełnił funkcję protopopa. W 1809 roku został cenzorem rumuńskojęzycznych książek wydawanych w Budzie. Petru Maior swą działalnością doprowadził do rozwoju szkolnictwa rumuńskiego w Siedmiogrodzie, który należał wówczas do Królestwa Węgier. Poprzez głoszenie a następnie wydawanie swych licznych kazań wzbudzał rumuńską tożsamość narodową śród wołoskiej ludności wiejskiej. Należał do krytyków niczym nieograniczonej władzy papieża w Kościele katolickim.

## Twórczość
Do jego głównych dzieł należy praca historyczna pdt. Historia początku Rumunów w Dacji (rum. Istoria pentru începutul românilor în Dachia, 1812), w której opisuje pochodzenie narodu i języka rumuńskiego. W pracy tej zaprezentował szereg argumentów filologicznych oraz historycznych mających na celu obronę błędnej teorii o czysto-rzymskim pochodzeniu Rumunów. Petru Maior uważał, że naród rumuński pochodzi bezpośrednio od starożytnych, rzymskich kolonizatorów Dacji. Jego praca była swego rodzaju odpowiedzią na teorię wypracowaną przez węgierskich i niemieckich historyków, która głosiła, iż Rumuni (Wołosi) są grupą etniczną uformowaną na Bałkanach. Według tej teorii Wołosi zasiedlili terytorium starożytnej Dacji dopiero w okresie od około IX do XIV wieku, tzn. później niż m.in. Słowianie i Węgrzy.
Własny projekt reformy Kościoła katolickiego zaprezentował w dziele pdt. Procanon (1783). W pracy tej Petru Maior zawarł również krytykę władzy papieskiej w Kościele oraz krytykę wysokiej rangi urzędników kościelnych. Dzieło to zostało wydane dopiero po upływie więcej niż stu lat od jego napisania, w roku 1894.

## Dzieła

### Prace historyczne i filozoficzne
- Istoria pentru începutul românilor în Dachia (Buda: 1812; 348 str.). W tomie tym są zawarte dwie różne prace:
  - Disertație pentru începutul limbei românești
  - Disertație pentru literatura cea vechie a românilor
- Wydanie drugie poprawione przez Iordachi Mălinescu i Damaschin Bojâncă (Buda: 1834); wydanie trzecie (Budapeszt-Gherla: 1883); wydanie krytyczne pod redakcją Florea Fugariu, 2 tomy (Bukareszt, 1970; 279 + 293 str.).
- Răspunsul la cârtirea carea s-au dat asupra persoanei lui Petru Maior, autorul Istoriei celei pentru începutul românilor în Dachia (Buda: 1814); wydanie zostało wznowione przez G. Bogdan-Duică w Klużu, w 1923 r.
- Animadversiones in Recesionem Historiae De origine Valachorum în Dacia (Peszt: 1815).
- Ortographia româna și latino-valachica una cum clavi qua penetralia originationis vocum reserantur (Buda: 1819) z dodatkiem: Dialog pentru începutul limbii române întră nepot și unchiu, Buda, 1819 (ostatnie, drugie wznowienie wydania w: Lexiconul de la Buda, 1825; str. 1-102, pod redakcją Petru Maiora).
- Petru Maior, Scrieri, wydanie poprawione przez Florea Fugariu, wstęp Maria Protase (Bukareszt: 1976). (cuprinde: Procanonul, Propovedanii, Didahii, Istoria pentru începutul românilor în Dachia, Istoria Bisericii românilor, Disputații, Ortografia română, Dialog);
- Petru Maior, Scrisori și documente inedite, wydanie poprawione przez Nicolae Albu (Bukareszt: 1968; XXII + 169 str.).

### Prace teologiczne
- Procanon ce cuprinde în sine cele ce sânt de lipsă spre înțelesul cel deplin și desăvârșit al canoanelor și a toată tocmeala bisericețască spre folosul mai de seamă a românilor (1783 – w postaci rękopisu; opublilkowany po raz pierwszy przez Constantin Erbiceanu w Bukareszcie, w 1894; później przez Grigorie Marcu (Sybin: 1948; XXIV + 154 str.).
- Protopapadichia, adecă puterea, drepturile sau privileghioanele protopopilor celor românești din Ardeal (1795, rămasă în manuscris, publicată fragmentar de preotul Grigorie Silași în foaia "Sionul Românesc" (Wiedeń: 1865–1866).
- Propovedanii la îngropăciunea oamenilor morți (Buda: 1809; 5 f + 304 str.); wznowienie wydania pod redakcją Elie Dăianu (Kluż: 1906).
- Didahii, adecă învățături pentru creșterea fiilor, la îngropăciunea pruncilor morți (Buda: 1809; 3 f + 139 str.).
- Prediche sau învățături la toate duminicile și sărbătorile anului, 3 tomy (Buda: 1810–1811; 237 + 296 + 92 str.); wznowienie wydania pod redakcją Elie Dăianu, 2 tomy (Kluż: 1906).
- Istoria Bisericii românilor atât a cestor dincoace, precum și a celor dincolo de Dunăre (Buda: 1813; 4 f + 392 str.).